# Симон Пустинника
„Симон Пустинника“ (на испански: Simón del desierto) е мексикански сатиричен филм от 1965 година на режисьора Луис Бунюел по сценарий, който той пише съвместно с Хулио Алехандро. Филмът е замислен като пълнометражен, но поради липса на финансиране е издаден с продължителност 42 минути.

## Сюжет
Сюжетът е донякъде базиран на историята на християнския светец Симеон Стълпник.

## В ролите
| Изпълнител             | Роля                                     |
| ---------------------- | ---------------------------------------- |
| Клаудио Брук           | Симеон                                   |
| Силвия Пинал           | Дявол                                    |
| Енрике Алварес Феликс  | Брат Матиас                              |
| Хортензия Сантовения   | Майка                                    |
| Франсиско Рейгера      | Дяволът под маската на една стара вещица |
| Луис Асевес Кастаниеда | Священик                                 |

## Награди и номинации
- Номинация за „Златен лъв“ и печели специалната награда на журито на Фестивала във Венеция.